# إغراق الأسطول الألماني في سكابا فلو
أُغرِق الأسطول الألماني في القاعدة البحرية المَلَكية في سكابا فلو بإسكتلندا بعد الحرب العالميّة الأولى، فقد أُحتجز أسطول أعالي البحار هناك وفقًا لشروط الهُدنة، بينما جرت المفاوضات حول مصير السُفن الأخرى. خوفًا من مُصادرة جميع السُفن وتقسيمها بين القوى المُتحالفة، قرر الأدميرال الألماني لودفيج فون رويتر إغراق الأسطول الألماني في سكابا فلو لِمنع البريطانيين من الاستيلاء عليه.
تم تنفيذ الإغراق في 21 يونيو 1919، وتمكّنت سُفن الحراسة البريطانية المتداخلة من ركوب عدد من السُفن الألمانية، لكن غرِقت 52 سفينة من أصل 74 سفينة مُحتجزة، وأُنقِذ العديد من حُطام السُفن على مدى العقدين القادمين، وسُحِبت لتخريدها، والذي تبقّ مِنها أصبحت مواقع غوص شعبيّة.

## الخلفية
تم توقيع الهُدنة في 11 نوفمبر 1918، في كومبين الفرنسية على أنهاء الحرب العالمية الأولى، واتفقت قوى الحُلفاء على أنه يجب تسليم أسطول U-boat الألماني بدون إمكانية العودة، لكنهم لم يتمكنوا من الاتفاق على مسار العمل فيما يتعلق بالأسطول السطحي الألماني. اقترح الأمريكيون أن يتم احتجاز السُفن في ميناء مُحايد حتى يتم التوصل إلى قراراً نهائيّ، لكن البلدين اللذين تم الاتصال بهما – النرويج وإسبانيا – رفضا. اقترح الأدميرال روسلين ويميس أن يكون الأسطول مُحتجزًا في سكابا فلو مع طاقم هيكلي من البحارة الألمان، وحراسته مؤقتًا من قبل الأسطول الكبير. 
تم إرسال الشروط إلى ألمانيا عام 12 نوفمبر 1918، وأمرهم بجعل أسطول أعالي البحار جاهزًا للإبحار بحلول 18 نوفمبر، أو احتلال الحلفاء لهيليغولاند الألمانية. 

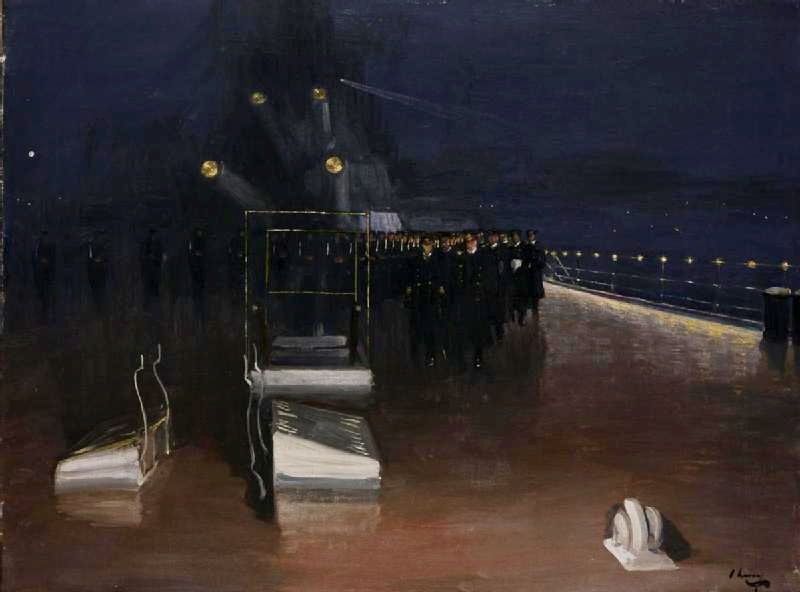
لوحة جون لافري للمندوبين الألمان الذين وصلوا إلى الملكة إليزابيث

في ليلة 15 نوفمبر، التقى الأدميرال هوغو ميورر وفرانز فون هيبر الألمانيان بالأميرال ديفيد بيتي على متن السفينة بيتي، التابعة للملكة إليزابيث. قدم بيتي لميورر شروطاً تم توضيحها في اجتماعٍ ثانٍ في اليوم التالي، وكان على القوارب U الاستسلام للأدميرال ريجنالد تيرويت في المدينة الإنجليزية هارويتش، تحت إشراف قوات هارويتش الإنجليزية. كان على الأسطول السطحي أن يُبحر إلى خور فورث ويستسلِم لبيتي. وبعد ذلك سيتم توجيهه إلى سكابا فلو مُعتقلاَ إلى انتظار نتائج مفاوضات السلام. طلب ميورر تمديدًا للموعد النهائي، مدركًا أن البحارة لا يزالون في حالة مزاجية (مما أدى في وقت سابق إلى تمرد فيلهلمسهافن)، وأن الضباط قد يجدون صعوبة في حملهم على إطاعة الأوامر. وقع ميورر البنود في نهاية المطاف بعد منتصف الليل.

## استسلام الأسطول

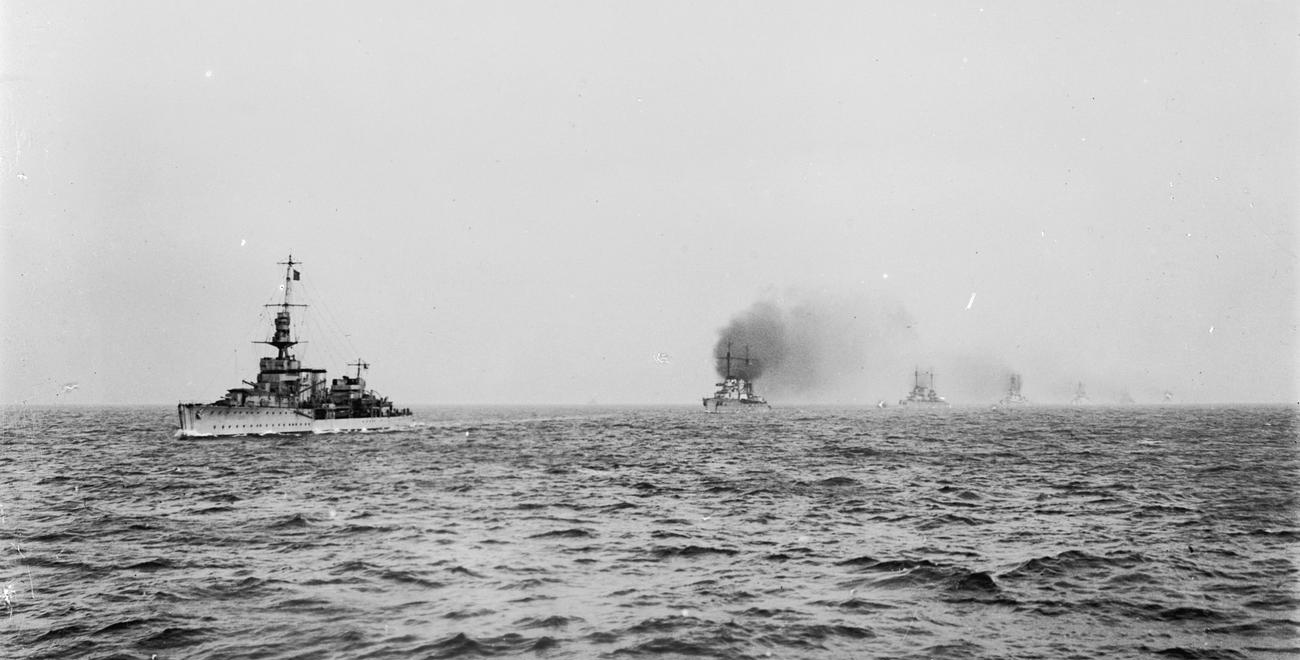
سفينة كارديف تقود أسطولا إلى فيرث أوف فورث

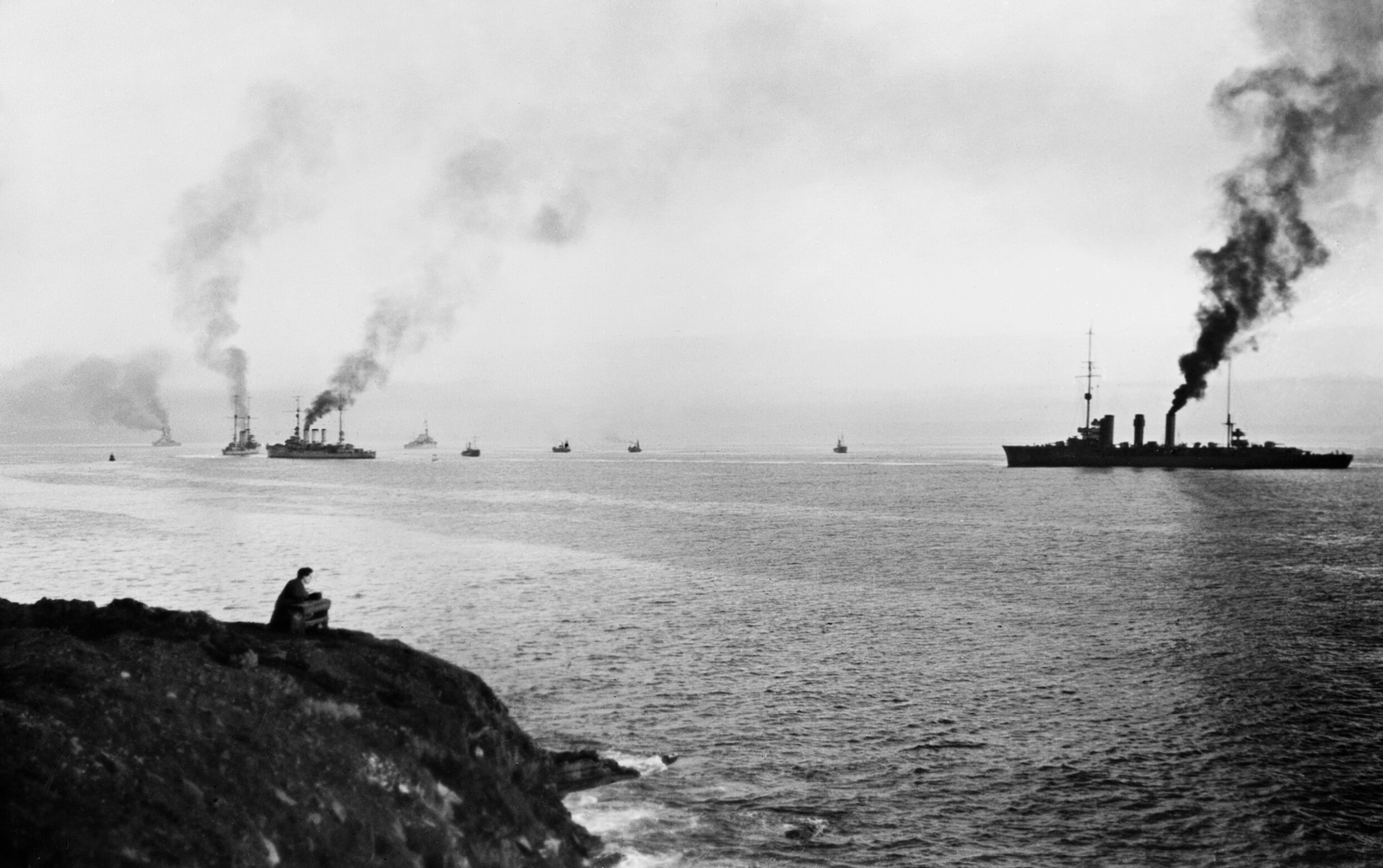
السفن إيدمن و فرانكورت و بيرمس يدخلون سكابا فلو

كانت أول سفينة يتم تسليمها هي قوارب U ، التي بدأت تصل إلى هارويتش في 20 نوفمبر 1918 ؛ تم تسليم 176 قارب في نهاية المطاف. ورفض هيبر قيادة أسطوله إلى الاستسلام، وتفويض المهمة إلى الأدميرال لودفيج فون رويتر. استقبل الأسطول الألماني سفينة كارديف (نوع طراد خفيف) في صباح يوم 21 نوفمبر، وأدى إلى الالتقاء مع أكثر من 370 سفينة من أسطول جراند وغيرها من قوات التحالف. كان هناك 70 سفينة ألمانية في المجموع وبارجة كونيغ وطراد ضوء دريسدن تعاني من مشكلة في المحرك جعلها تُترك في الوراء، كما ضُربت "المُدمرة V30 " بأحد الألغام أثناء عبورها، وأدى إلى غرقها.

اُصطِحبت السُفن الألمانية إلى «فيرث أوف فورث»، حيث رست. وأشار بيتي لهم: 
 سيتم سحب العلم الألماني عند غروب الشمس اليوم ولن يتم رفعه مرة أخرى دون إذن. 
 بعد ذلك، نُقل الأسطول في الفترة من 25 إلى 27 نوفمبر إلى سكوبا فلو؛ كما انتقلت السفن إلى الشمال والغرب من جزيرة كافا. في النهاية، تم احتجاز ما مجموعه 74 سفينة، ووصل كونيغ ودريسدن في 6 ديسمبر برفقة المدمرة V129 ، التي حلت محل V30 الغارقة. آخر سفينة وصلت كانت سفينة بادن الحربية (Baden) في 9 يناير 1919. في البداية، كانت السُفن المُحتجزة تحت حراسة «قوة باتل كروزر»، بقيادة الوكيل نائب الأدميرال وليام باكينهام، الأدميرال هنري أوليفر، والأدميرال روجر كيز. في 1 مايو 1919، تولى نائب الأدميرال آرثر ليفيسون وسرب المعركة الثاني من أسطول المحيط الأطلسي مهام الحراسة، وخلفه في 18 مايو نائب الأدميرال السير سيدني فريمانتل وسرب المعركة الأول.

## في الأسر

الاعتقال في سكابا فلو في 25 مارس 1919

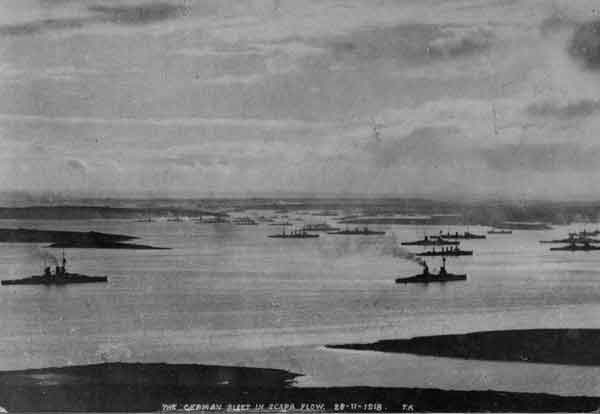
الأسطول في سكابا فلو في نوفمبر 1918

وصف المؤرخ البحري آرثر ماردر الحالة على متن السفن الألمانية أثناء الاعتقال بأنها «حالة من الإحباط التام». وحدد أربعة أسباب أدت إلى تفاقم الوضع: قلة الانضباط، وقلة الطعام، وقلة الترفيه، وخدمة البريد البطيئة. النتيجة التراكمية لهذه المشاكل خلقت «قذارة لا توصف في بعض السفن». في 29 نوفمبر / تشرين الثاني، كتب الأدميرال السير تشارلز مادن، القائد الأعلى للأسطول الكبير، لصهره ورئيسه السابق اللورد جيليكو أن: «جميع الأوامر المُقترحة يتم النظر فيها وتوقيعها من قبل لجنة الرجال قبل أن يتم إعدامهم ومن ثم يتم تنفيذها بسهولة». عند زيارة سفينة مُحتجزة، قيل إن الضباط الألمان كانوا «أغبياء ومُخزيين». تم إرسال الطعام من ألمانيا مرتين في الشهر ولكن ليس بجودة جيدة. كما كان اصطياد الأسماك وطيور النورس مُكملات غذائية وبعض الترفيه. كما تم إرسال كمية كبيرة من البراندي. كان الترفيه للرجال مقصورًا على سفنهم، حيث رفض البريطانيون السماح لأي من البحارة المُعتقلين بالذهاب إلى الشاطئ أو زيارة أي سفن ألمانية أخرى، سُمح للضباط والرجال البريطانيين بالزيارة فقط في مهام رسمية. كما حُظِر البريد الصادر إلى ألمانيا من البداية، وسُمِحَ فيما بعد. تم منح البحارة الألمان 300 سيجارة شهريا أو 75 سيجار. كان هناك أطباء ألمان في الأسطول الداخلي لكن لا يوجد أطباء أسنان، ورفض البريطانيون تقديم رعاية الأسنان. 
تم قيادة السُفن الداخلية عن طريق الأدميرال رويتر، وهو يرفع علمه في السفينة الحربية فريدريش دير جروس (Friedrich der Grosse). كان لديه سائق بريطاني تحت تصرفه لزيارة السفن وإصدار أوامر مكتوبة بشأن الأعمال العاجلة، وكان يُسمح لموظفيه من حين لآخر بزيارة السفن الأخرى، لترتيب إعادة الضباط والرجال إلى الوطن. طلب رويتر، الذي كانت حالته الصحية سيئة، نقل علمه إلى الطراد إيدمان (Emden) في 25 مارس بعد أن تم منعه مرارًا وتكرارًا من النوم من قبل مجموعة من البحارة الثوريين الذي أطلق عليهم «الحرس الأحمر».  على مدار سبعة أشهر، انخفض عدد الرجال الذين كانوا تحت قيادته، والبالغ عددهم 20 ألفًا، حيث أبحروا بالسفن في نوفمبر. وعاد 4000 شخص إلى ألمانيا في 3 ديسمبر، و 6000 في 6 ديسمبر، و 5000 في 12 ديسمبر، تاركين 4815، منهم حوالي 100 أعيدوا إلى الوطن كل شهر.

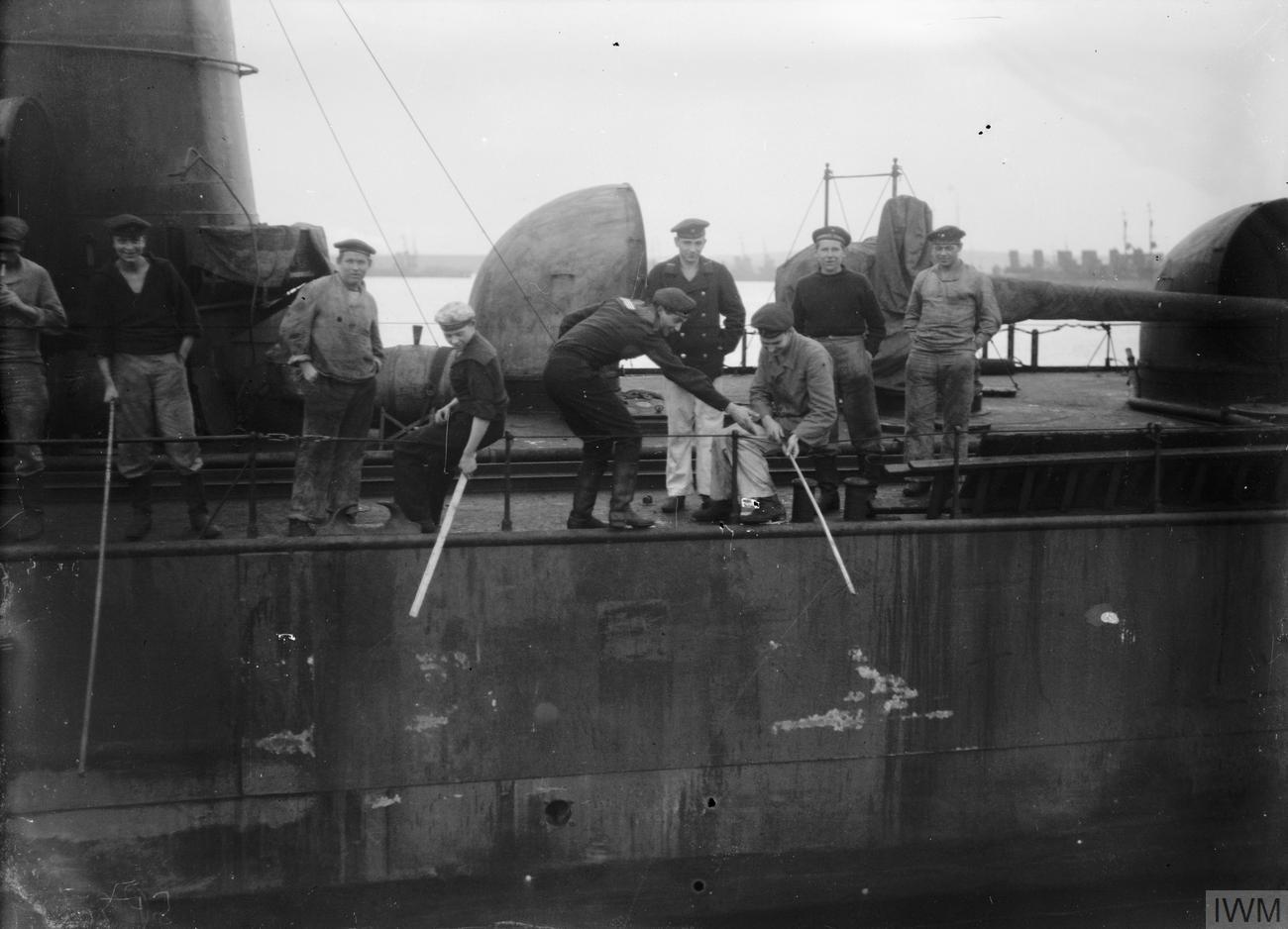
البحارة الألمان جانب سفينة "المدمرة" يصطادون السمك

كانت المفاوضات حول مصير السفن جارية في مؤتمر باريس للسلام. أراد الفرنسيون والإيطاليون ربع السفن، وأراد البريطانيون تدمير السفن، لأنهم كانوا يعلمون أن أي إعادة توزيع ستكون ضارة بالميزة النسبية في أعداد السُفن مقارنة بالبحريات الأخرى. بموجب المادة الحادية والثلاثين من الهُدنة، لم يُسمح للألمان بتدمير سفنهم. وافق كل من الأدميرال بيتي ومادن على خطط للاستيلاء على السفن الألمانية في حالة محاولة إغراق للسفن؛ وأوصى الأدميرال كيز وليفيسون بمصادرة السفن على أي حال، واحتجزت الطواقم على الشاطئ في جزيرة نيغ، لكن لم يتم تناول اقتراحاتهم. لم يكن قلقهم دون مُبرّر، لأنه في وقت مبكر من يناير 1919، ذكر رويتر إمكانية نقل الأسطول إلى رئيس أركانه. بعد أن علم بالشروط المُحتملة لمعاهدة فرساي في مايو 1919، بدأ في إعداد خُطط مُفصّلة لإغراق سفنه. كتب الأدميرال إريك رايدر في وقت لاحق، أن رويتر أبلغ بأنّ الأسطول سيُخرب بأي ثمن. مما يعني المزيد من تخفيض عدد الطواقم مع رحيل اثنين من وسائل النقل إلى ألمانيا في 18 يونيو 1919، وترك الأسطول مع رجال موثوق بهم للقيام بالتحضيرات اللازمة. في ذلك اليوم، أرسل أوامرًا، نصت الفقرة 11 منها: «لا أنوي إغراق السُفن إلا إذا حاول العدو الحصول على حيازتها دون موافقة حكومتنا، إذا وافقت حكومتنا على السلام بشروط تسليم السفن، فسيتم تسليم السفن، في وصمة عاراَ دائمة لأولئك الذين وضعونا في هذا الموقف.» تم إرسال أوامره إلى السُفن المُعتقلة في 18 يونيو.
في غضون ذلك، كان من المُقرر توقيع معاهدة فرساي ظهر يوم 21 يونيو 1919. وكان سرب المعركة الأول على استعداد لصعود السُفن الألمانية المعمول بها للتحقق من وجود علامات على أن الأسطول يستعد للإغراق. في 13 يونيو، طلب الأدميرال مادن شخصيًا في الأميرالية، تقديرًا سياسيًا يوميًا من 17 يونيو فصاعدًا حتى يكون مستعدًا لاتخاذ إجراء، لكن بما أن مادن يتعلق ببيتي أوضخ قائلا: «ليس لديهم أي مؤشر موثوق به على الموقف الألماني من شروط السلام». قدم الأدميرال فريمانتل إلى مادن في 16 يونيو خطة للاستيلاء على السفن الألمانية في منتصف ليلة 21/22 يونيو، بعد أن كان من المُفترض توقيع المُعاهدة. وافق مادن على الخطة في 19 يونيو، ولكن فقط بعد إبلاغه بأن الموعد النهائي لتوقيع المعاهدة قد مُدد حتى الساعة 19:00 يوم 23 يونيو وأنه أهمل إبلاغ فريمانتل رسميًا. شوهدت أخبار التمديد من قبل فريمانتل في إحدى الصحف في نفس اليوم وافترض أن ذلك صحيحاً. كان قد تلقى أوامر من مادن بأن تقوم بوارجه الحربية لبعض الوقت بهجمات ضد الطوربيد، والتي كانت تتطلب طقسًا جيدًا لإستعادة القوى من الهجمات. كان الطقس في ليلة 20 يونيو مناسبًا لذلك، فأمر فريمانتل سرب المعركة الأول بالإبحار في الساعة 09:00 صباح اليوم التالي، 21 يونيو. تم تأجيل عملية الاستيلاء على السفن الألمانية حتى عودة سربه إلى سكابا فلو ليلاً في 23 يونيو، بعد انتهاء الموعد النهائي للتوقيع على المعاهدة. ادعى فريمانتل في وقت لاحق أنه قبل مغادرته سكابا، كان قد أبلغ رويتر بشكل غير رسمي أن الهدنة لا تزال سارية.

## إغراق الأسطول
حوالي الساعة 10:00   في 21 يونيو 1919، أرسل رويتر إشارة علم تأمر الأسطول بالوقوف في حالة تأهب للإشارة إلى الإغراق. في حوالي الساعة 11:20، تم إرسال إشارة العلم: «إلى جميع ضباط القيادة وقائد قوارب الطوربيد. الفقرة الحادية عشرة من تاريخ اليوم. إعلام . قائد سفينة السرب المُحتجز». تم تكرار الإشارة بواسطة إشارات الأيدي والكشافات. بدأ الإسراع على الفور: بفتح صنابير المياه وصمامات الفيضان وتحطيم أنابيب المياه الداخلية. وقد تم بالفعل ثقب الفتحات، وتركت أبواب مانعة تسرّب الماء وأغطية المُكثّف مفتوحة، وفي بعض السفن تم حفر الثقوب من خلال الحواجز، كل ذلك لتسهيل انتشار المياه بمجرد بدء الإغراق. سجل أحد قادة السُفن الألمان أنه قبل 21 يونيو، تم تثبيت وتشحيم صنابيرالمياه بشدة، في حين وُضِعت المطارق الكبيرة بجانب الصمامات.

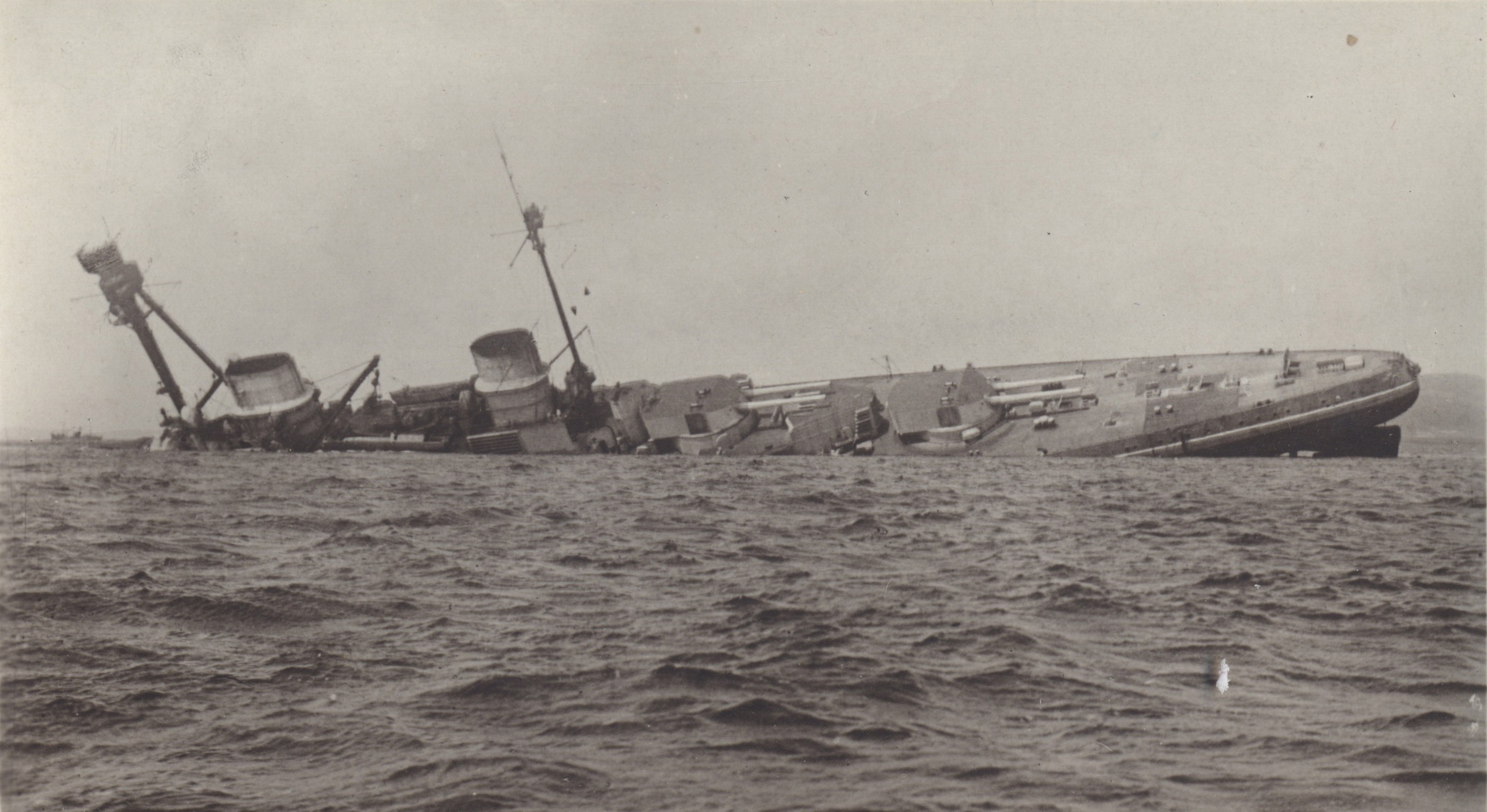
سفينة ديرفلنغر تغرق

لم يكن هناك أي تأثير ملحوظ حتى ظهر اليوم، عندما بدأ فريدريش دير غروس في إدراج قائمة الميمنة بقوة ورفعت جميع السفن راية الإمبراطورية الألمانية في خطوطها الرئيسية. ثم بدأت الطواقم في التخلّي عن السفينة. تتألف القوات البحرية البريطانية التي غادرت في سكابا فلو من ثلاث مُدمرات، واحدة منها كانت قيد الإصلاح، وسبعة سُفن صيد وعدد من المتجوّلة.  بدأ فريمانتل في تلقي أخبار عن الإغراق في الساعة 12:20 وألغى تمرين سِربه في تمام الساعة 12:35، حيث أبحر بأقصى سرعة إلى سكابا فلو. وصل هو وقسم من السفن في الساعة 14:30 في الوقت المناسب لرؤية السفن الكبيرة التي لا تزال قائمة. كان قد أجرى اتصالاً لاسلكيًا مُسبقًا يطلب من جميع القوارب المُتاحة منع غرق السُفن الألمانية أو إرسائهم على الشواطئ. وكانت السفينة الألمانية الأخيرة هندنبيرغ تغرق في الساعة 17:00،  في حين غرِقت خمسة عشر سفينة قيادية، وبقت سفينة بادن لم تغرق. غرقت أربعة طرادات خفيفة و 32 مُدمرة. وقد قُتِل تسعة ألمان بالرصاص وأصيب نحو 16 آخرين على متن قوارب النجاة التي كانت تجوب الأرض.
خلال فترة ما بعد الظهر، تم نقل 1,774 ألمانيًا ونقلهم بواسطة سُفن حربية تابعة لسرب المعركة الأول إلى إنفيرجوردون. أرسل فريمانتل أمرًا عامًا يُعلن فيه مُعاملة الألمان كأسرى حرب لكسر الهُدنة وكانوا متوجّهين إلى مُعسكرات أسرى الحرب في نيغ. تم إحضار رويتر وعددًا من ضُباطه إلى مقر أتش أم أس Revenge ، حيث شجب فريمانتل - من خلال مترجم - أفعالهم باعتبارها مُخزية بينما نظر رويتر ورجاله «بوجوه بلا تعبير». وعلّق الأدميرال فريمانتل في وقتاً لاحق على انفراد قائلاً: «لم أستطع مقاومة الشعور ببعض التعاطف مع فون رويتر، الذي حافظ على كرامته عندما وضِع ضد إرادته في وضع غير مرغوب فيه إلى حداً كبير».

## الردود

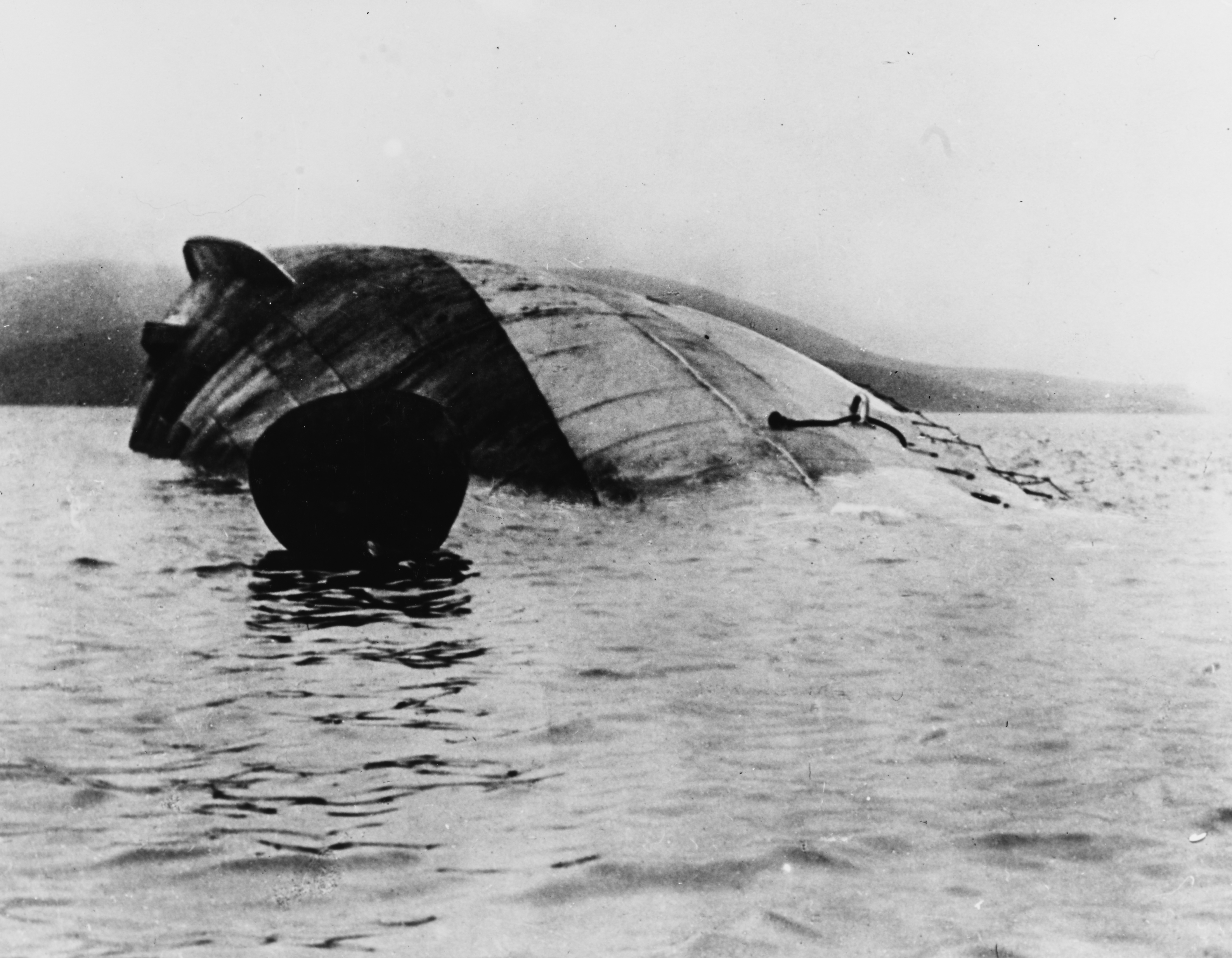
طراد سيدليتز انقلبت

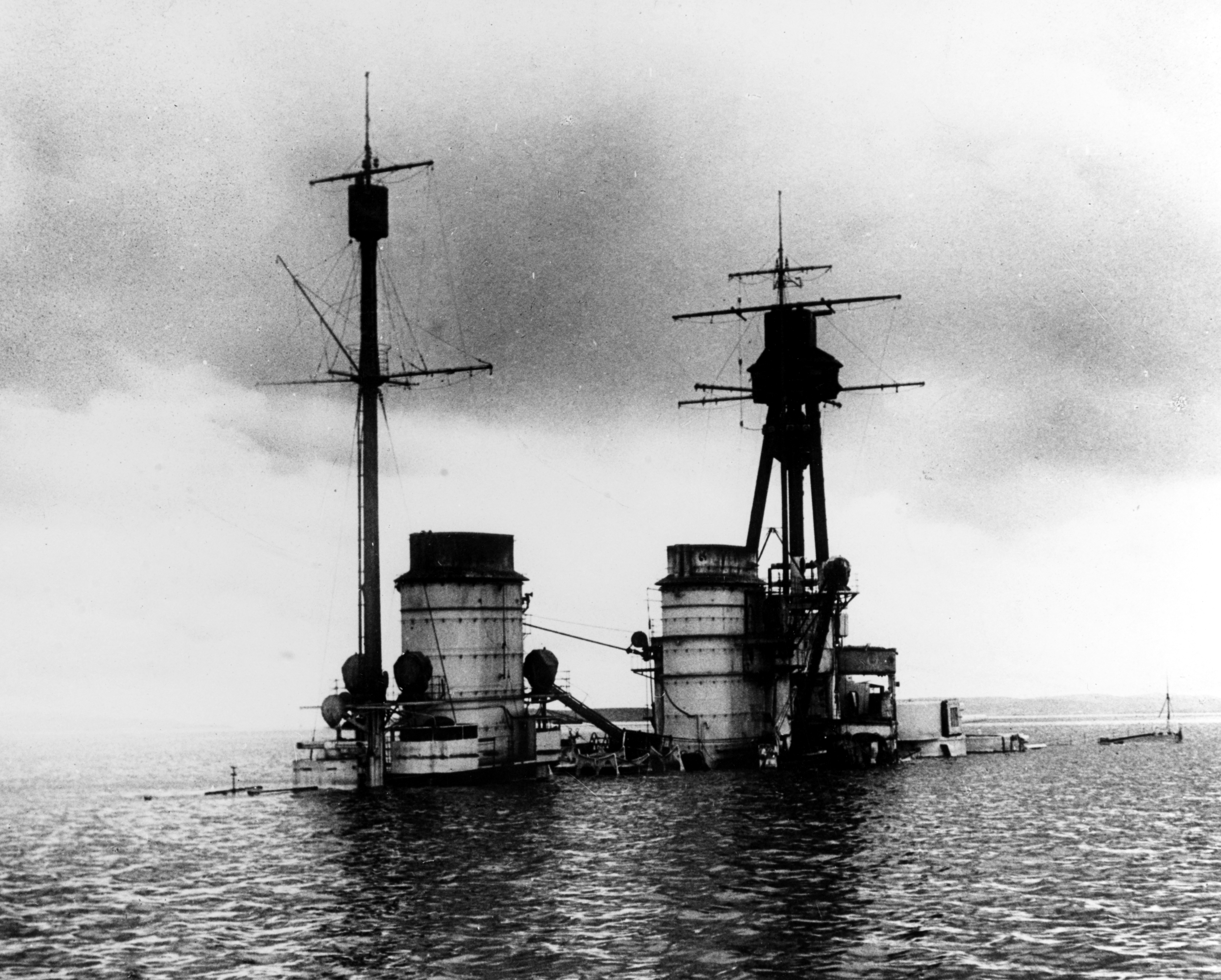
بقايا سفينة هندينبيرغ تطفو المياه

شعر الفرنسيون بخيبة أمل لأن الأسطول الألماني قد رحل، بعد أن كان يأمل في الحصول على بعض السُفن على الأقل. قال الأدميرال «ويمس» من القطاع الخاص:
أعلن الأدميرال راينهارد شير:

## آثار الحادثة
من أصل 74 سفينة ألمانية في سكابا فلو، غُرِقت 15 من أصل 16 سفينة كبيرة، و 5 من أصل 8 طرادات و 32 من أصل 50 مدمرة. أما الباقي، فقد ظل طافيًا، أو تم جره إلى المياه الضحلة والشاطئ. تم توزيع السُفن في وقتا لاحق على القوات البحرية المُتحالفة، لكن مُعظم السفن الغارقة تُرِكت في قاع سكابا فلو، وتكلفة إنقاذها لا تستحق العوائد المُحتملة، وذلك بسبب وفرة الخردة المعدنية المُتبقية بعد نهاية الحرب، مع تفكك الكثير من السُفن الحربية القديمة. بعد شكاوى من السكان المحليين بأن الحُطام كان يشكل خطرا على الملاحة، تم إنشاء شركة إنقاذ في عام 1923، والتي انقذت أربعة من المدمرات الغارقة.

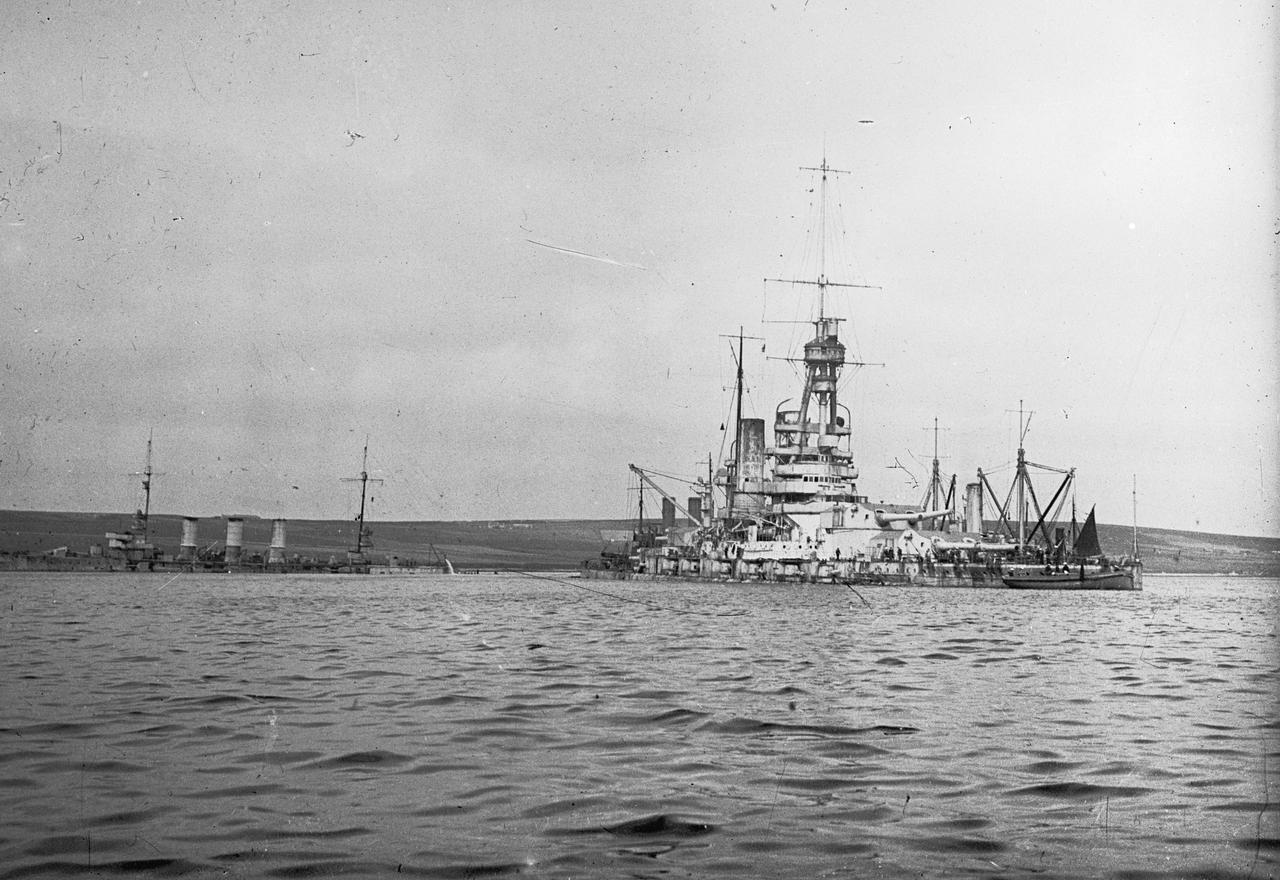
أعمال الإنقاذ لغواصة بادن

في هذا الوقت تقريبًا، اشترك رجل الأعمال إرنست كوكس. وقال انه اشترى 26 مدمرات من الأميرالية 250 £، فضلا عن سيدليتز (Seydlitz) وهيندينبيرغ . بدأ عمليات لإعادة إطلاق المدمرات باستخدام رصيف جاف ألماني قديم اشتراه وقام بتعديله لاحقًا. كان قادرا على رفع 24 من 26 مدمرة خلال العام ونصف العام المقبل، وبعد ذلك بدأ العمل على السفن الكبيرة. طور تقنية جديدة للإنقاذ، حيث قام الغواصون بإصلاح الثقوب الموجودة في الأجسام المغمورة، ثم قاموا بضخ الهواء فيها حتى ترتفع إلى السطح، حيث يمكن بعد ذلك سحبهم إلى القواطع. باستخدام هذه التقنية، قام بإعادة ملء العديد من السفن. ومع ذلك، كانت أساليبه باهظة التكلفة، وبلغت التكلفة النهائية لرفع هيندينبيرغ حوالي 30,000 جنيه إسترليني. أدت الحركة الصناعية وإضراب الفحم في عام 1926 إلى توقف العمليات، لكن كوكس بدلاً من ذلك، أخرج الفحم في سيدليتز المغمورة، واستخدمه لتشغيل آلاته حتى نهاية الإضراب. أثبت إنقاذ سيدليتز صعوبة أيضًا، حيث غرقت السفينة مرة أخرى خلال المحاولة الأولى لرفعها، محطمة معظم معدات الإنقاذ. دون جدوى، حاول كوكس مرة أخرى، وأمر في المرة القادمة انه ستكون كاميرات الأخبار موجودة لالتقاطه وهو يشهد اللحظة. عادت الخطة إلى نتائج عكسية عندما تم إعادة توزيع سيدلتز بطريق خاطئة أثناء قضاء كوكس عطلته في سويسرا. طلب كوكس من العمال إغراقها مرة أخرى، ثم عاد إلى اسكتلندا ليكون حاضراً حيث تم إعادة توزيع سيديلتز على النحو الواجب للمرة الثالثة. قامت شركة كوكس في النهاية بجمع 26 مدمرة، واثنان من طرادات المعركة وخمس سفن حربية. 
باع كوكس مصالحه المتبقية لشركة ألوا لتكسير السفن (فيما بعد مجموعة الصناعات المعدنية) وتقاعد «الرجل الذي اشترى سلاح البحرية». استمرت الشركة الأخيرة في رفع خمسة طرادات وطرادات حربية وبوارج حربية قبل توقف الحرب العالمية الثانية. الحطام المتبقية تقع في المياه العميقة، في أعماق تصل إلى 47 متر (154 قدم)، وليس هناك حافز اقتصادي لمحاولة رفعها منذ ذلك الحين. لا يزال يتم إجراء عمليات إنقاذ بسيطة لاستعادة قطع صغيرة من الفولاذ. يتم استخدام هذا الصلب ذو الخلفية المُنخفضة في تصنيع الأجهزة الحساسة للإشعاع، مثل عدادات جايجر، حيث أنه غير ملوث بالنويدات المشعة، حيث تم إنتاجه قبل أي فرصة للتلوث النووي.
حُطام السُفن السبعة المُتبقية موجودة بموجب قانون الآثار القديمة والمناطق الأثرية لعام 1979. يُسمح للغواصين بزيارتهم ولكنهم بحاجة إلى تصريح للقيام بذلك.
في حين أن إعادة بناء الجيش الألماني في ثلاثينيات القرن الماضي كانت تستند إلى أساطير: «لا تقهر في ساحة المعركة» و «الطعنة في الظهر»، أصبح موقف وتصرفات أسطول أعالي البحار في سكابا فلو رمزًا للتحدي من أجل المجندين الجدد وضباط من القوات البحرية. كان آخر شاهد عسكري حي على إغراق الأسطول هو كلود شولز، الذي توفي في 5 مايو 2011 عن 110 عاما. كان شولز هو آخر مُحارب قديم معروف في الحرب العالمية الأولى. نشرت عائلة هيو ديفيد، الذي توفي عام 1957، رواية شاهد عيان عن الإغراق والاجتماع الغاضب اللاحق بين رويتر وفريمانتل في عام 1957. وفي عام 2019، تم بيع البوارج الثلاث ماركغراف وكونيج وكرونبرينز فيلهلم على موقع eBay (بواسطة مقاول غوص متقاعد تومي كلارك) مقابل 25500 جنيه إسترليني لكل شركة في الشرق الأوسط. وتم بيع الطراد ، كارلسروه ، مقابل 8500 جنيه إسترليني إلى عارض خاص في إنجلترا.

## الذكرى المئوية

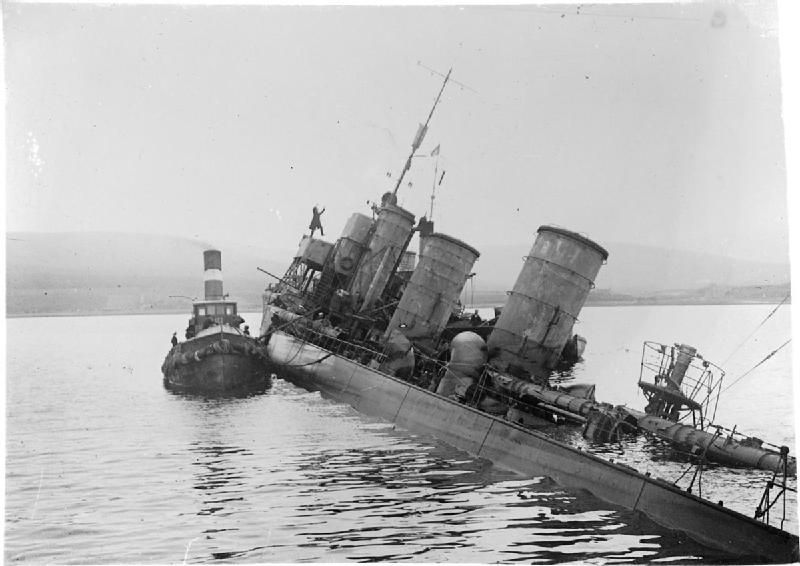
قاطرة بحرية إلى جانب

أقيمت يوم الجمعة 21 يونيو 2019 احتفاليتان لإحياء الذكرى المئوية لإغراق أسطول أعالي البحار الألماني. حضر الحفيد وثلاثة من أحفاد فون رويتر كلتا الخدمتين. أقيمت خدمة 'Reflection at Sea' الصباحية في مُنتصف التدفق في الساعة 11.00 وحضرها سفن الغوص المستأجرة ، ومجموعة من السفن المعروفة، وأقيم الحفل الثاني في لاينس (اسكتلندا) في مقبرة البحرية الملكية على قبور البحارة الألمان في الحرب العالمية الأولى.

## في الثقافة الشعبية
ظهرت ظروف الحدث بالإضافة إلى «عمليات مسح» الكمبيوتر للسفن المخربة المتبقية في قاع البحر في حلقة من الفيلم الوثائقي ناشيونال جيوغرافيك استنزاف المحيطات Drain the Oceans.

## أُنظر أيضًا
- إغراق الأسطول البيروفي في إل كالاو - أثناء حرب المحيط الهادئ، 1881
- تناثر الأسطول الفرنسي في تولون - خلال الحرب العالمية الثانية، 1942

## قائمة المراجع
- Butler، Daniel Allen (2006). Distant Victory: The Battle of Jutland and the Allied Triumph in the First World War. Greenwood Publishing Group. ISBN:0275990737.
- Fine، John Christopher (2004). Lost on the Ocean Floor: Diving the World's Ghost Ships. Naval Institute Press. ISBN:159114275X.
- Fremantle، Admiral Sir Sydney Robert (1949). My Naval Career: 1880–1928. Hutchinson & Co.
- Marder، Arthur Jacob (1970). From the Dreadnought to Scapa Flow, The Royal Navy in the Fisher Era, 1904–1919: 1917: Victory and Aftermath. London: Oxford University Press. ج. Volume V. ISBN:0192151878. {{استشهاد بكتاب}}: |المجلد= يحوي نصًّا زائدًا (مساعدة)
- Maritime and Coastguard Agency (2007). "Wrecks designated as Maritime Scheduled Ancient Monuments". MCA Receiver of Wreck. mcga.gov.uk. مؤرشف من الأصل في 2011-02-02. اطلع عليه بتاريخ 2008-08-11.
- Massie، Robert K. (2004). Castles of Steel: Britain, Germany, and the Winning of the Great War at Sea. New York: Ballantine Books. ISBN:0345408780.
- Raeder، Grand Admiral Erich (1960). My Life. Annapolis, MD: United States Naval Institute.
- Reuter، Ludwig von (1940). Scapa Flow: The Greatest Scuttling of All Time. London: Hurst & Blackett Ltd.
- von Ruge, Friedrich (1969). Scapa Flow 1919: Das Ende der deutschen Flotte (بالألمانية). East Berlin: Oldenburg.
- van der Vat، Dan (2000). Standard of Power: The Royal Navy in the Twentieth Century. London: Random House. ISBN:0712665358.
- van der Vat، Dan (2007) [1987]. The Grand Scuttle: The Sinking of the German Fleet at Scapa Flow in 1919. Edinburgh: Birlinn Ltd. ISBN:9781843410386.

## روابط خارجية
- الإغراق في سكابا فلو
- حطام سكابا فلو